# Dichiarazione di Cambridge
La Dichiarazione di Cambridge è una confessione di fede pubblicata nel 1996 a Cambridge (Massachusetts, USA) in occasione di un'assemblea della Alliance of Confessing Evangelicals (Alleanza di Evangelici Confessanti), raggruppamento di evangelici riformati e luterani preoccupati per la condizione del movimento evangelicale contemporaneo in America e nel mondo.

## Origini
Sia la conferenza che la successiva Dichiarazione sono state ispirate dalla pubblicazione nel 1993 del libro "No Place for Truth or Whatever Happened to Evangelical Theology?" ("C'è ancora posto per la verità? Che cos'è capitato alla teologia evangelica?") del teologo evangelico David F. Wells. Il libro si pone in atteggiamento preoccupato e critico per la condizione attuale dell'evangelicalismo americano del quale denuncia la superficialità teologica ed il graduale abbandono delle sue radici storiche e teologiche, come pure il suo scivolamento acritico nel pragmatismo al seguito delle tendenze filosofiche contemporanee (soprattutto del Postmodernismo).
Sebbene questo libro in sé stesso non sia stato un best seller, le sue tesi hanno attirato l'attenzione e sono state sottoscritte da un certo numero di importanti leader evangelici contemporanei. Dato che gran parte delle tesi del Wells denunciano l'accantonamento sempre più marcato da parte delle chiese evangeliche delle loro storiche confessioni di fede (come la Confessione di fede di Westminster e la Confessione di Fede Battista del 1689) essi danno così vita ad un'Alleanza di cristiani evangelici il cui obiettivo è quello di rivalutare l'importanza di quelle ed altre confessioni di fede, come necessaria salvaguardia delle chiese dai fenomeni degenerativi denunciati.

## La conferenza di Cambridge
Un gruppo promotore organizza così, dal 17 al 20 aprile 1996 una conferenza nella città di Cambridge. Il luogo scelto per la conferenza non è casuale: di fatto, Cambridge è la sede della famosa Università Harvard, centro della vita ecclesiastica ed intellettuale dell'America del XVII secolo che ha dato origine al movimento evangelicale, come pure del Puritanesimo, che nel 1648, con la Cambridge Platform (Piattaforma di Cambridge) stabilisce le basi del movimento puritano nella Nuova Inghilterra.
Alla conferenza partecipano circa 100 delegati da tutto il mondo con l'intenzione esplicita di formulare una dichiarazione ufficiale da pubblicare al termine della conferenza. Particolarmente notevole è la presenza di Luterani, che tradizionalmente non si erano mai identificati direttamente con il movimento evangelicale e riformato. Ad elaborare il testo della dichiarazione ed integrarvi i contributi degli altri partecipanti, sono principalmente il dott. David F. Wells e il dott. Michael S. Horton. Le relazioni presentate alla Conferenza sono state pubblicate nel libro Here We Stand (Questa è la nostra posizione), edito da James Boice e Ben Sasse per la Baker Books e ripubblicato nel 2004.

## Le ragioni della Dichiarazione
La Conferenza e la conseguente Dichiarazione parte in linea di massima dalla constatazione critica di fenomeni moderni che ritiene preoccupanti in quanto altererebbero, più o meno sottilmente, il messaggio evangelico storicamente accreditato:
- La cultura del mondo moderno (identificata nei principi del Postmodernismo) sta cambiando il messaggio che predicano le chiese evangeliche.
- La decisione di molte chiese e denominazioni [americane] di entrare direttamente in politica e di appoggiare partiti politici e candidati - e di fare questo al posto della predicazione dell'Evangelo.
- L'erosione della dottrina cristiana ortodossa, incluso l'abbandono della predicazione espositiva.
- L'influenza crescente nella chiesa del relativismo, che conduce a considerare "la verità" come qualcosa di soggettivo e a favorire prevalentemente una predicazione "positiva", cioè tendente ad evitare ogni controversia su questioni dottrinali.
- La sempre maggiore focalizzazione sull'essere umano e su quelli che si percepiscono essere i suoi bisogni, e non più su Dio.
- Una sempre maggiore focalizzazione sulla capacità umana autonoma di rispondere alla grazia di Dio, piuttosto che sulla capacità di Dio di salvare l'essere umano.
- Una focalizzazione sugli aspetti quantitativi e misurabili della crescita delle chiese (che associa così il ministero cristiano al successo esteriore) piuttosto che sugli aspetti qualitativi e spirituali del ministero biblico.

## Contenuto della Dichiarazione
La dichiarazione costituisce essenzialmente un appello rivolto alle chiese evangeliche a ravvedersi per riaffermare le verità cristiane storicamente accreditate come sono state sintetizzate nei "Cinque Sola" della Riforma protestante, e che in gran parte contraddicono l'insegnamento e la prassi corrente.
1. Sola Scriptura: l'erosione dell'autorità:
- La riaffermazione che la Bibbia contiene ogni cosa sia necessaria per comprendere ed ubbidire alla volontà di Dio.
- La negazione delle pretese di qualsiasi altra autorità di vincolare la coscienza dei cristiani.

2. Solus Christus: l'erosione della fede cristocentrica:
- La riaffermazione che Cristo soltanto e la sua opera sacrificale redentrice vicaria sulla croce sono i mezzi mediante i quali si realizza la salvezza.
- La negazione che l'Evangelo possa essere predicato senza dichiarare esplicitamente l'opera redentrice compiuta da Cristo e senza l'appello alla fede in essa.

3. Sola Gratia: l'erosione dell'Evangelo:
- La riaffermazione che la salvezza è risultato dell'opera sovrannaturale dello Spirito Santo.
- La negazione che la salvezza dipenda in qualsiasi senso da ciò che l'essere umano possa compiere autonomamente (completamente o parzialmente).

4. Sola Fide: l'erosione dell'articolo fondamentale della fede cristiana evangelica:
- La riaffermazione che una persona è giustificata (dichiarata innocente) davanti a Dio attraverso la sola fede ed attraverso il solo Cristo - che la giustizia di Cristo viene accreditata al credente.
- La negazione che la giustificazione si poggi in alcun modo sui meriti umani, e che le chiese che insegnano questo non possono essere considerate legittimamente tali.

5. Soli Deo gloria: L'erosione del culto teocentrico.
- La riaffermazione che la salvezza è finalizzata alla gloria di Dio piuttosto che dell'essere umano, e che i cristiani, dovunque, sono sottoposti all'autorità di Dio ed agiscono per la sua gloria soltanto.
- La negazione che Dio possa essere glorificato attraverso un culto che diventi prevalentemente un "intrattenimento" dei suoi partecipanti; la rimozione dal culto dell'esposizione della legge di Dio e/o dell'Evangelo; una predicazione che si focalizzi solo sul miglioramento di sé stessi, sull'auto-stima e sulla realizzazione di sé stessi.

## La critica verso il Cattolicesimo
La Dichiarazione, mettendo in questione la legittimità del Cattolicesimo romano, ripropone le argomentazioni del Protestantesimo conservatore classico. Questo lo si rileva soprattutto nella questione della giustificazione. La contestazione esplicita od implicita delle persuasioni del Cattolicesimo romano si ritrova nel testo della Dichiarazione:
- Nella tesi I (Sola Scriptura), il testo afferma: "Neghiamo che un qualche credo, concilio o individuo possa vincolare la coscienza di un cristiano". Sebbene questa frase possa essere applicata anche ad altri contesti, è particolarmente rivolta a contestare le posizioni del Cattolicesimo con la sua insistenza che la Bibbia debba essere interpretata secondo l'insegnamento del Magistero ufficiale (rappresentato dalle tradizioni, dai concili e dall'insegnamento dei papi).
- Nella tesi IV (Sola Fede), il testo afferma: "Neghiamo che la nostra giustificazione si appoggi su qualche merito che possa trovarsi in noi, oppure sulla base di un'infusione della giustizia di Cristo in noi e che un'istituzione che affermi di essere una chiesa che neghi o condanni Sola Fide possa essere riconosciuta come una vera chiesa". Con quest'ultima frase essa respinge la Chiesa cattolica romana, dato che è chiaramente "un'istituzione" che "nega" e "condanna" la comprensione protestante del "Sola Fide".
- Nella sezione "Un appello al ravvedimento e ad una riforma", si fa la seguente affermazione: "...richiamiamo con fervore quegli evangelici che si sono sviati dalla Parola di Dio cadendo nei peccati che abbiamo indicato in questa dichiarazione. Richiamiamo (...) chi dichiara che gli evangelici e i cattolici romani sono uno in Cristo anche quando si rigetti la dottrina biblica della giustificazione per sola fede". Si tratta di un esplicito riferimento alle questioni discusse nella tesi IV.

## La critica verso il Cristianesimo pentecostale e carismatico
La Dichiarazione contiene pure molte affermazioni intese a contestare l'influenza e la teologia del moderno movimento carismatico e del Pentecostalismo storico.
- Nella tesi I (Sola Scriptura), il testo afferma: "Neghiamo (...) che lo Spirito Santo parli indipendentemente dalla Bibbia o in modo da contraddirne l'insegnamento e che l'esperienza spirituale individuale possa essere veicolo di una rivelazione divina". Nel dichiarare che le Sacre Scritture siano la sola fonte dell'opera rivelatoria dello Spirito Santo, la dichiarazione si pone in contraddizione con l'intero movimento carismatico e pentecostale, in quanto questo afferma come pure la rivelazione privata e personale (al di fuori della Bibbia) sia di importanza critica per il cristiano. Essenzialmente questa dichiarazione fa appello ai cristiani di cessare dal perseguire rivelazioni private e di essere guidati solo dalla Bibbia.
- Nella tesi I (Sola Scriptura), il testo pure afferma: "...la sostituzione del benessere della persona alla santità, del rinnovamento al ravvedimento, dell'intuizione alla verità, delle emozioni alla fede, del caso alla provvidenza e della gratificazione istantanea alla speranza. Cristo e la croce sono stati rimossi dal centro della nostra visione". Qui si critica in modo particolare l'accento che prevalentemente si pone negli ambienti carismatici e pentecostali all'emozionalismo, alla gratificazione immediata dei bisogni avvertiti, alle promesse di "salute" e "ricchezza", alle guarigioni fisiche ecc. in contrasto con la chiara predicazione evangelica della croce di Cristo.
- Nella tesi III (Sola Gratia), la dichiarazione afferma: "Neghiamo che in qualche senso la salvezza sia un'opera dell'uomo. I metodi umani, le tecniche o le strategie non possono compiere da soli tale trasformazione. La fede non è un frutto della natura umana non rigenerata". Questa sezione è un riferimento specifico all'influenza (soprattutto in America) del revivalismo su predicatori come Charles Grandison Finney. Essa afferma che le tecniche di manipolazione emotiva ed i fenomeni tipici degli ambienti carismatici e pentecostali, non sono necessariamente evidenza dell'opera dello Spirito Santo. inoltre, l'esistenza di queste atmosfere cariche di emotività in una chiesa non sono garanzia che coloro che vi partecipano siano "salvati" o rigenerati dallo Spirito Santo.
- Nella tesi V (Soli Deo Gloria), si afferma: "Neghiamo che sia possibile glorificare Dio se l'adorazione che gli offriamo è mischiata a qualche forma di intrattenimento, se trascuriamo la Legge o il Vangelo nella nostra predicazione e se la stima di se stessi, la realizzazione di se stessi o il benessere assumono la natura di alternative al Vangelo". Considerando il fatto che molte chiese pentecostali e carismatiche (ma non solo) assomigliano sempre di più a spettacoli di intrattenimento e che il punto focale della predicazione non è necessariamente una rigorosa esposizione della Bibbia, questa sezione della Dichiarazione è pure evidenza di un atteggiamento critico verso questa sezione della Chiesa cristiana.